# Presnop
Presnopem określonym na przestrzeni topologicznej {\displaystyle X} nazywamy funkcję {\displaystyle {\mathcal {F}}} określoną na rodzinie {\displaystyle {\mathfrak {O}}} wszystkich podzbiorów otwartych tej przestrzeni, taką że dla dowolnych zbiorów {\displaystyle U,V\in {\mathfrak {O}},U\subset V} określona jest funkcja
{\displaystyle \rho _{U}^{V}:{\mathcal {F}}(V)\to {\mathcal {F}}(U)}
o własnościach:
1. {\displaystyle {\mathcal {F}}(\varnothing )} składa się z jednego elementu,
2. {\displaystyle \rho _{U}^{U}=\operatorname {Id} _{U}} ({\displaystyle \rho _{U}^{U}} jest przekształceniem tożsamościowym na {\displaystyle U}),
3. dla dowolnych zbiorów otwartych {\displaystyle U\subset V\subset W{:}} {\displaystyle \rho _{U}^{W}=\rho _{U}^{V}\circ \rho _{V}^{W}}[1].

Czasem taki presnop oznacza się przez {\displaystyle {\mathcal {F}}.} Jeśli istotne jest podkreślenie, że funkcja {\displaystyle \rho _{U}^{V}} jest związana z presnopem {\displaystyle {\mathcal {F}},} to stosowane jest oznaczenie {\displaystyle \rho _{U,{\mathcal {F}}}^{V}.} Funkcja {\displaystyle \rho _{U}^{V}} jest nazywana odwzorowaniem ograniczenia.
Jeśli wszystkie zbiory {\displaystyle {\mathcal {F}}(V)} są grupami, modułami nad ustalonym pierścieniem, albo pierścieniami, a odwzorowania {\displaystyle \rho _{U}^{V}} są homomorfizmami tych struktur algebraicznych, to presnop nazywany jest odpowiednio presnopem grup, modułów, albo pierścieni.

## Własności
- Presnop grup abelowych można zdefiniować jako funktor kontrawariantny z kategorii podzbiorów otwartych przestrzeni {\displaystyle X} w kategorię grup abelowych[2].
- Można definiować presnop jako funktor kowariantny z kategorii podzbiorów otwartych przestrzeni {\displaystyle X} w dowolną kategorię[2].

## Przykłady
- Jeśli {\displaystyle M} jest zbiorem, {\displaystyle {\mathcal {F}}(U)} jest zbiorem wszystkich funkcji na {\displaystyle U} o wartościach w {\displaystyle M} oraz {\displaystyle \rho _{U}^{V}(f)=f|_{U}} dla {\displaystyle f\in {\mathcal {F}}(V),} to {\displaystyle {\mathcal {F}}} jest nazywany presnopem wszystkich funkcji na {\displaystyle X}[1].
- Jeśli {\displaystyle M} jest przestrzenią topologiczną, {\displaystyle {\mathcal {F}}(U)} jest zbiorem wszystkich funkcji ciągłych na {\displaystyle U} o wartościach w {\displaystyle M,} a {\displaystyle \rho _{U}^{V}} jest określone tak, jak w poprzednim przykładzie, to {\displaystyle {\mathcal {F}}} jest nazywany presnopem funkcji ciągłych na {\displaystyle X}[1].
- Każdy presnop generuje pewien snop[2]. Niech {\displaystyle {\mathcal {F}}} będzie presnopem na przestrzeni topologicznej {\displaystyle X.} Dla każdego zbioru otwartego {\displaystyle U\subset X} niech {\displaystyle U\times {\mathcal {F}}(U)} będzie iloczynem kartezjańskim przestrzeni topologicznych: {\displaystyle U} z topologią indukowaną przez topologię {\displaystyle X} oraz {\displaystyle {\mathcal {F}}(U)} z topologią dyskretną. Niech {\displaystyle E=\bigsqcup _{U\subset X}(U\times {\mathcal {F}}(U))} będzie sumą rozłączną tych przestrzeni, gdzie {\displaystyle U} przebiega zbiór wszystkich zbiorów otwartych w {\displaystyle X.} Na tej przestrzeni można określić relację równoważności {\displaystyle R{:}}

dla {\displaystyle (x,s)\in U\times {\mathcal {F}}(U)} i {\displaystyle (y,t)\in V\times {\mathcal {F}}(V){:}}
{\displaystyle (x,s)R(y,t)\Leftrightarrow (x=y\land \exists _{x\in W\subset U\cap V}\rho _{W}^{U}(s)=\rho _{W}^{V}(t)).}
Wtedy przestrzeń ilorazowa {\displaystyle {\mathfrak {F}}={\mathcal {F}}/R} z rzutowaniem {\displaystyle \pi :{\mathfrak {F}}\to X} indukowanym przez rzutowanie {\displaystyle p:E\to X} określone wzorem {\displaystyle p(x,s)=x} jest snopem na {\displaystyle X} nazywanym snopem generowanym przez presnop {\displaystyle {\mathcal {F}}.}
- Istnieją presnopy, które nie są snopami[1].